# Alakhai Bekhi
Alakhai Bekhi, född cirka 1191, död efter 1230, var en mongolisk prinsessa, dotter till Djingis khan och Börte.  Hon beskrivs som ett av sin fars favoritbarn, och han gav henne ansvaret för de erövrade kinesiska områden han lämnade då han vände sin uppmärksamhet västerut 1215 med titeln "Prinsessan som styr staten".